# Борисово (бывшая деревня)
Бори́сово — бывшая деревня, вошедшая в состав Москвы при её расширении в 1960 году. Располагалась на территории современных районов Орехово-Борисово Северное, Зябликово, Москворечье-Сабурово, Братеево, на берегу Борисовского пруда в районе улиц Борисовские пруды, Мусы Джалиля, Орехового и Борисовского проездов. Улицы Наташинская и Городянка — это улицы бывшего села Борисова.

## История

### Первые упоминания в летописи
Территория, где располагалось село, была заселена ещё с давних времён. В XI—XIII веках здесь жило славянское племя вятичей. Согласно исследованиям 1937 года, на просёлочной дороге из села Беседы и деревни Зябликово в село Братеево, на расстоянии 1,5 км от него была расположена группа из 21 кургана, называвшаяся Борисовской. Все они располагались в шахматном порядке и были снесены во время застройки микрорайона Орехово-Борисово.
Впервые село упоминается в писцовых книгах 1589 года, однако, в приходских старообрядческих книгах сказано, что ещё до этого здесь было церковное место, возникшее в XII веке, а сельцо называлось тогда Овражки.
В 1591 году из Крыма на Москву совершил набег крымский хан Газы Герай. После схваток с войском Бориса Годунова, он повернул назад. В приходских книгах сообщалось, что за эту победу царь Фёдор Иоаннович пожаловал Годунову в вотчину 32 селения, и в их числе Овражки. Считается, что тогда село и стало называться Борисовым. Впоследствии там был установлен памятник с надписью: «Село Борисово, принадлежащее боярину-правителю Борису Годунову». В 1935—1940-х годах памятник снесли.
В 1598 году Годунова избрали московским царём. Предположительно, в это время он начал возведение плотины на речке Городенке силами своих «дарёных» крестьян села Борисова. Городенка начиналась у нынешней станции метро «Новоясеневская», текла мимо сёл Покровское и Чёрная Грязь (позднее Царицыно), деревень Хохловка и Шипилово, дальше мимо Борисова и впадала в Москву-реку рядом с селом Беседы.

### Борисово в XVII — первой половине XIX века
В 1600 году плотина из белого камня была завершена и прозвана Цареборисовской или Годуновской. Её сооружение привело к подтоплению пойменных лугов и Каширской дороги, которая тогда проходила по дну нынешнего Нижнецарицынского пруда). Поэтому через образовавшийся пруд была построена паромная переправа, функционировавшая вплоть до XX века).
Пруд также был назван Цареборисовским, а в советские годы стал Борисовским, от него же в 1964 году дано название улице Борисовские пруды.
В 1605 году на Русь пришёл Лжедмитрий I. Находясь в Коломенском, он узнал, кому принадлежит село Борисово, и приказал стереть его с лица земли. Вновь оно было отстроено в 1620 году пересёленными сюда из Коломенского крестьянами. Тогда же к Борисову были приписаны Братеевский луг на северном торце села Братеева и Городенский луг с Беседской заводью.
В XVII — первой половине XIX веков Борисово под официальным названием присёлок Борисов было в составе Коломенской дворцовой, а затем удельной, хозяйственной волости и принадлежало царской фамилии.
В 1628 году в селе уже стояла деревянная церковь во имя Святителя Николая Чудотворца. Время её постройки неизвестно, но предположительно это было при Борисе Годунове.
Судя по переписи дворцовых волостей 1646 года, в которой указаны приселки и деревни, «тянущие» к селу Борисово, оно было центром хозяйственной единицы. Здесь отмечены каменная плотина, церковь Николая Чудотворца, три двора церковных бобылей и 34 двора крестьян.
В писцовых книгах 1675—1677 годов в Борисове описывается уже деревянная церковь Живоначальной Троицы с приделом Николая Чудотворца. Видимо, священник этой церкви был состоятельным, так как имел «купленного человека», а один из церковных бобылей был женат на «поповой дворовой купленной девке».
Тогда здесь были 32 крестьянских двора, у которых:
Под дворами и огороды усадные земли восмь десятин, животинного выпуску десять десятин, пашни паханные середние земли сто шездесят четей, лесом поросло семнатцать четей без третника в поле, а в дву потомуж, сена в Братеевских лугах сорок пять десятин, Хмелевского лесу во всех трёх полях сто десятин, капуснику полторы десятины.
В 1710 году в Борисове числилась каменная церковь во имя Святой Троицы. Она была построена из белого камня, и в ней служили тогда священник Никита Афанасьев и его сын диакон Димитрий.
В 1767 году Екатерина II останавливалась в путевом деревянном дворце в Борисове. Существует легенда, что когда она любовалась Цареборисовским прудом, то увидела за лесом крест храма, блестевший на солнце. Она велела узнать, что за село там находится, это была Чёрная Грязь. В 1775 году этому селу было суждено стать имением Екатерины II и называться Царицыном.
В 1768 году по указу императрицы была отреставрирована Годуновская плотина. Последний раз она реставрировалась в 1861 году, о чём говорят клейма на железных связях. На одной старославянскими буквами выведено слово «Вятка», на другой также по старославянски указано: «ГI IA. 1861г», то есть 13 января 1861 года.
В XVII—XVIII веках в Борисове располагался государев сад, поначалу яблоневый. В 70-е годы XVII века при нём было два садовника, которые за свою службу имели сенные покосы и пахотную землю в пустоши «Надеине, Гридина роспашь, Щеголево тож» на Хмелевском овраге. В XVIII веке уже — 12 садовников. В пруду разводили рыбу: щук, карасей, плотву и лещей. Ловить их из Москвы приезжали «подключники», а для наблюдения за самим прудом и рыбой здесь находились «плотинных дел подмастерья» и два прудовых сторожа, которым вместо жалованья были так же даны пашни, огороды и сенные покосы. В XVIII веке прудовых сторожей уже 13, в их обязанности входила и ловля рыбы. Последний раз прудовые сторожа упоминаются ревизскими сказками 1816 года. Экономическими примечаниями к Генеральному межеванию кроме вышеупомянутых видов рыб в пруду отмечены такие ценные, как стерлядь и язь.
C XVII века в селе на реке Городенке стояла деревянная мельница, а при ней амбар. Мельница обычно сдавалась в аренду, а в конце 60-x годов XIX века на её месте арендатором купцом Я. В. Гамсоном организована бумагопрядильная фабрика.
В XVIII веке в Борисове выращивали хлебные культуры: овёс, гречиху и даже лён. Крестьянские сады здесь появились в 1800 году, состоящие в основном из яблонь. Кустарниковые культуры стали разводиться в 1850-х годах, преимущественно крыжовник и брусничная смородина. Позже появилась красная вишня, называвшаяся «шубинкой», вероятно, по деревне Шубино Бронницкого уезда Московской губернии.

### Борисово во второй половине XIX — начале XX века
Село было крупным. Если по ревизским сказкам 1816 года здесь было 75 семей с 256 мужчинами и 267 женщинами, то в 1850 году на 86 семей уже приходилось 416 мужчин и 458 женщин. Около 40 % жителей села были старообрядцами, имевшими свой молитвенный дом. Борисовские крестьяне были зажиточными, известны случаи перехода их в купечество, кроме того они неоднократно вместо себя за деньги ставили рекрутов.
После отмены крепостного права крестьяне Борисова получили в свои владения всю землю, которая у них была, и в течение 51 года они должны были выплачивать ежегодно по 3 руб. 66 коп. с душевого надела (1,6 десятины). Село вошло в административную Царицынскую волость. По переписи 1869 года здесь проживали 413 мужчин и 534 женщины.
В 1870—1880-е годы крестьяне Борисова увлеклись огородами, под которые использовали земли на правом берегу Москвы-реки, на которых выращивали капусту. А также содержали 130 лошадей, 80 голов крупного рогатого и 30 голов мелкого скота. Среди промыслов в 1881 году практиковались: изготовление гильз для папирос, намотка хлопчатобумажной нити на катушки, изготовление канители
В 1859 году в борисовский приход церкви Святой Троицы был назначен новый священник Николай Смирнов. Храм, стоявший на берегу пруда, у плотины, подмывало при каждом подъёме уровня воды. В результате здание церкви пришло в аварийное состояние, поэтому стараниями Н. Смирнова в 1873 году освящён новый храм. Значительную часть населения села составляли старообрядцы, препятствовавшие строительству храма на общинной земле, поэтому пришлось его строить на усадебной земле священника.
Старый белокаменный храм, между тем, не был разрушен и стал предметом спора с Московским археологическим обществом, выступавшим в защиту памятников старины. Наконец, при священнике Василии Богоявленском разрешение на снос старого храма было получено, и в 1898 году он был разобран. В 1900 году на его месте появилась часовня, которую в Советское время снесли и построили там в 1953 году дом культуры «Борисово».
В 1875 году по инициативе Н. А. Смирнова в селе было открыто земское училище. По данным 1884 года, оно размещалось в деревянном арендуемом здании, душном и тесном. При училище была библиотека, посещали его учащиеся из Борисова, Братеева и Зябликова, а его содержание обходилось земству около 1000 руб. в год. Старообрядцы, однако, не признавали официального образования и имели свои частные школы, в которых дети обучались грамоте по Псалтырю.
В конце XIX века, в одну из зим, в декабре, выпало много снега, но погода сохранялась тёплой, что вызвало сокодвижение в деревьях борисовских садов. А в январе внезапно ударил мороз и к весне яблони представляли собой сухие деревья с обломанными ветвями. Впоследствии, яблоневые сады, хоть и не в прежнем масштабе, но восстановились. С начала XX века быстро распространялась клубника. В 1912 году в поле сажали картофель и сеяли рожь, которую называли «кустаркой».
В 1911 году здесь были 273 хозяйства, в которых жили 594 мужчины и 667 женщин. У них во владении находилось 670,1 десятин земли. 57,5 % хозяйств имели лошадей, 29,3 % — коров. В селе находился третьеразрядный трактир и 4 овощные лавки. Кроме земского училища существовала ещё двухклассная церковно-приходская школа, 88 % мужчин и 37 % женщин в возрасте выше 11 лет были грамотные.
13 января 1912 года в селе была зарегистрирована Троицкая старообрядческая община. Её временный храм находился в доме крестьянина И. В. Балыкова, а незадолго до 1917 года община выстроила новую одноэтажную деревянную церковь с колокольней, закрытую в 1925 году.

### Советское время

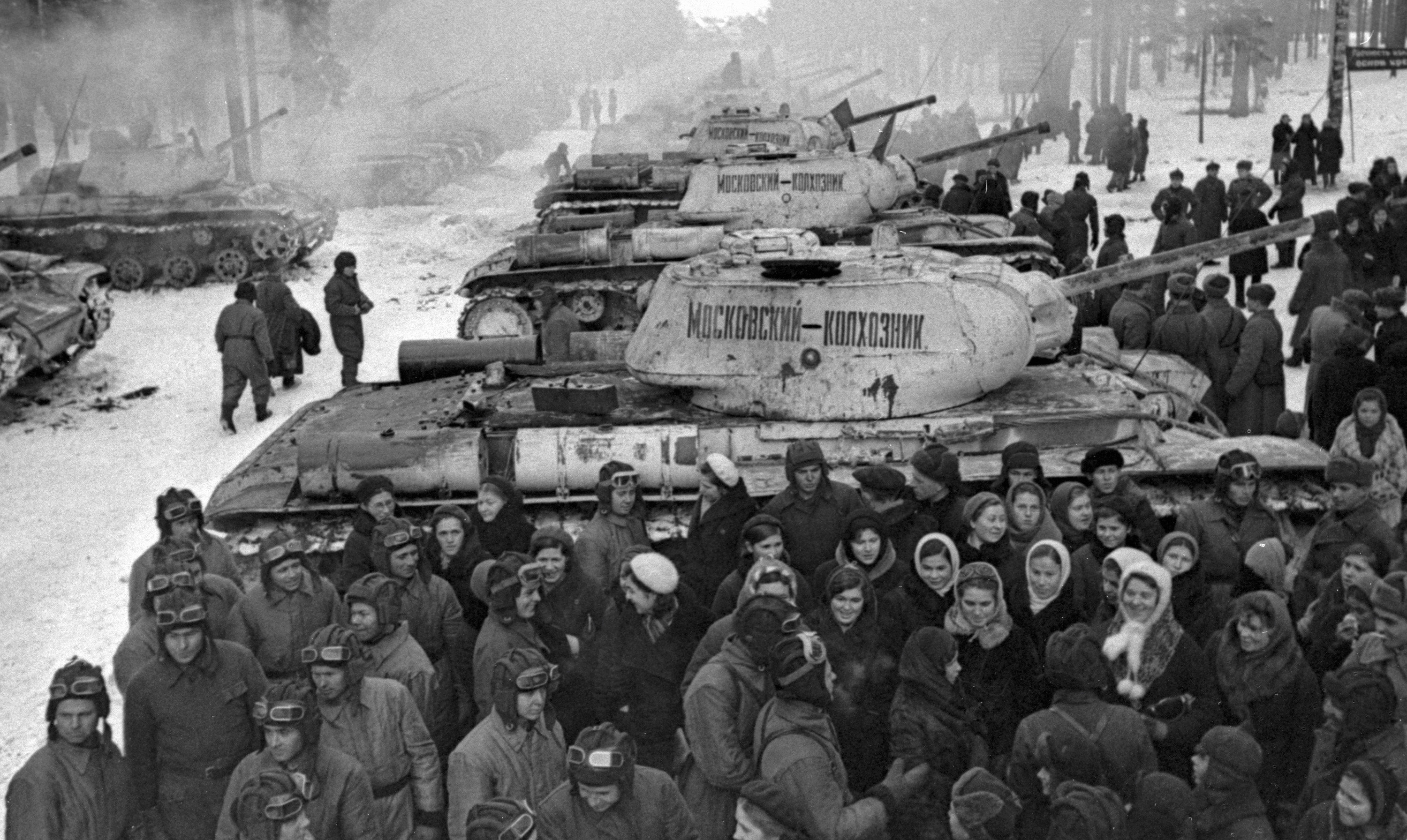
Танки КВ-1С колонны «Московский колхозник», декабрь 1942, фото Ивана Шагина

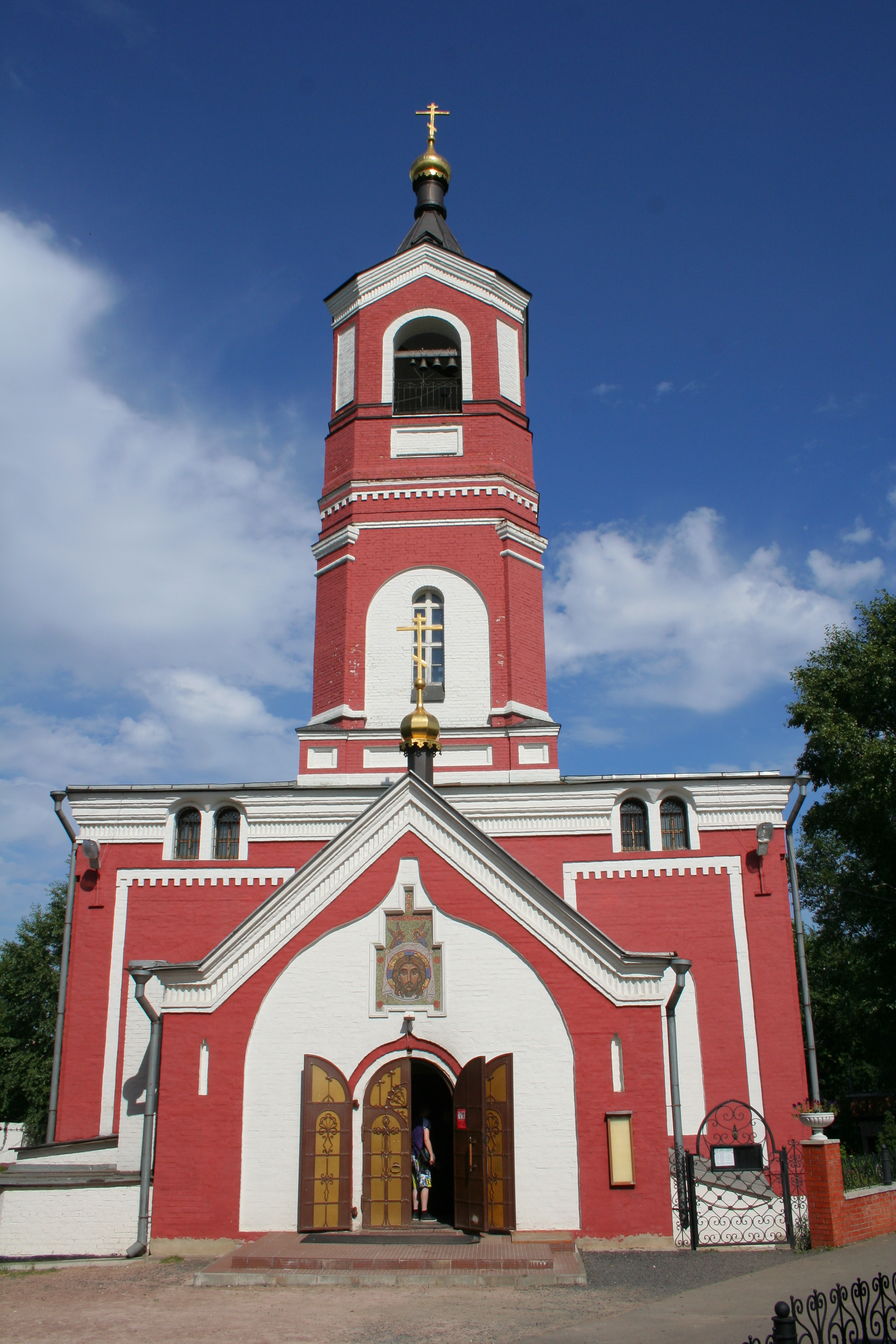
Храм Троицы в Борисове

В 1927 году население Борисова составляло 1549 человек. 324 хозяйства имели в своем пользовании 835 га земли, а также 195 лошадей и 105 коров. Здесь была 1 кузница, 10 хозяйств занимались сапожным промыслом.
В 1931 году в селе был организован колхоз «Красные всходы», который возглавил Г. И. Диков (затем он стал имени Ратова — рабочего, организатора колхоза, пропагандиста коммунизма в селе, а также убитого кулаками).
После начала Великой Отечественной войны в 1942 году на танковую колонну «Московский колхозник» по Ленинскому району Московской области было собрано 7,5 млн руб. В этом приняли участие и борисовские колхозники.
В 1950 году состоялись выборы нового председателя колхоза, поводом к этому послужило объединение нескольких небольших в единый крупный колхоз. Между Братеевом и Борисовом разгорелся спор: каждая сторона предлагала избрать своего председателя и устроить в своём селе управление колхозом. В конце концов Борисово победило. В нём было создано правление, в котором стал председателем и заслужил звание Героя Социалистического Труда Митрофан Захарович Захаров. Он руководил этим колхозом, носившим имя Владимира Ильича Ленина, вплоть до его ликвидации. При М. З. Захарове в селе был построен дом культуры «Борисово» с кинозалом на 300 мест. По тем временам это было грандиозное строительство. Закрыли колхоз в 1984 году на Новый год, то есть 1 января.
Колхоз даже пережил само село Борисово, снос которого начался в 1978 году. От села не осталось ни одного здания, кроме храма, который был закрыт в 1930-х годах. Помещение приспособили под склад зерна местного колхоза, снеся при этом ярусы колокольни и пятиглавие. После входа села в границы Москвы в церкви был устроен мотоклуб.

### Современный период
14 сентября 1991 года в храме Троицы в Борисове священники Николай Трофимов и Александр Максимов провели первую службу. В честь деревни назвали открытую в 2011 году станцию метро «Борисово» Люблинско-Дмитровской линии.